# Большой Ванкувер
Большо́й Ванку́вер (англ. Greater Vancouver или Metro Vancouver) — один из крупных агломераций Канады с главным городским центром в городе Ванкувер. Эта агломерация является частью провинции Британская Колумбия.
Основываясь на результатах переписи 2021 года, население агломерации равно 2 642 825 человек. Площадь агломерации — 2 878,93 км², а плотность населения агломерации около 918 чел./км².

## История

### До XVIII века
Археологические исследования установили, что коренные народы начали появляться на территории, занимаемой сегодня Ванкувером, в промежутке от 8000 до 10 000 лет назад. Здесь располагались поселения племён Масквим (Musqueam Indian Band), Сквомиш (Squamish people) и Тслеил-Вотут (Tsleil-Waututh First Nation).
Первым европейцем, исследовавшим берега залива Беррард на месте будущего мегаполиса в 1791 году, стал испанский мореплаватель Хосе-Мария Нарваэс. Годом позже здесь побывал английский капитан Джордж Ванкувер, в честь которого позднее и был назван город.
В 1858 году золотая лихорадка на реке Фрейзер привела к наплыву сюда более 25 тысяч старателей, в результате чего был основан город Нью-Уэстминстер, входящий ныне в агломерацию Большой Ванкувер.

### Основание Ванкувера
Гастаун — поселение, позже получившее название Ванкувер, — начало формироваться вокруг лесопилки, открытой в 1867 году английским моряком Эдвардом Стампом. Она располагалась на северном конце нынешней улицы Dunlevy Avenue и после смены собственников вошла в историю под именем Hastings Mill. В 1870 году колониальное правительство переименовало Гастаун в Гранвилль.
В 1886 году Гранвилль был переименован в Ванкувер и получил статус города. Год спустя закончилось строительство железной дороги, и в Ванкувер начали ходить поезда — что послужило толчком к бурному развитию города. В 1886 году его население составляло 1000 человек.
13 июня 1886 года Великий пожар опустошил двухмесячный город Ванкувер. Согласно справочнику Уильямса 1888 года, в огне уцелело только три дома. К июлю город был почти полностью восстановлен.

## География
Большой Ванкувер занимает юго-западный угол материковой части Британской Колумбии. Он охватывает примерно западную половину Нижнего Мейнланда и расположен по обе стороны нижнего течения реки Фрейзер и обоих берегов залива Беррард.

### Муниципалитеты

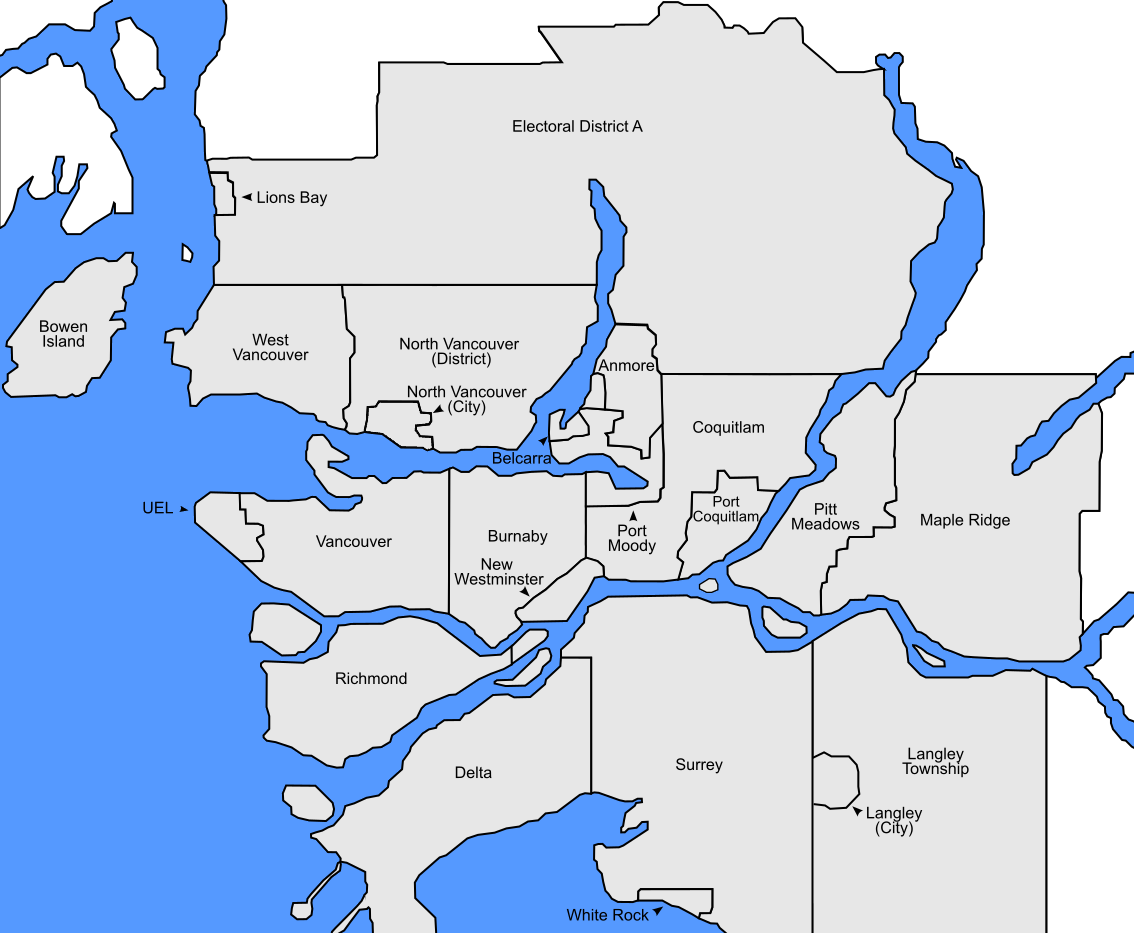
Карта агломерации Большой Ванкувер

В агломерацию Большой Ванкувер входит 21 муниципалитет.
Из них можно выделить города:
- Ванкувер
- Сарри
- Бернаби
- Ричмонд
- Кокуитлам
- Лангли (Британская Колумбия)
- Норт-Ванкувер (город)
- Порт-Кокитлам
- Порт-Муди
- Нью-Вестминстер
- Питт-Медоуз
- Мейпл-Ридж
- Уайт-Рок

Районные муниципалитеты:
- Норт-Ванкувер (окружной муниципалитет)
- Вест-Ванкувер
- Лэнгли (окружной муниципалитет)

Деревни и сёла:
- Анмор
- Белкарра

Островные территории:
- Боуен-Айленд

Неинкорпортированные территории:
- Избирательный округ A
- Делта (Британская Колумбия)

А также можно причислить к этому списку ещё 2 особые зоны:
- Юниверсити Эндамент Лендс
- Лайонс-Бэй